# Joseph Guerber

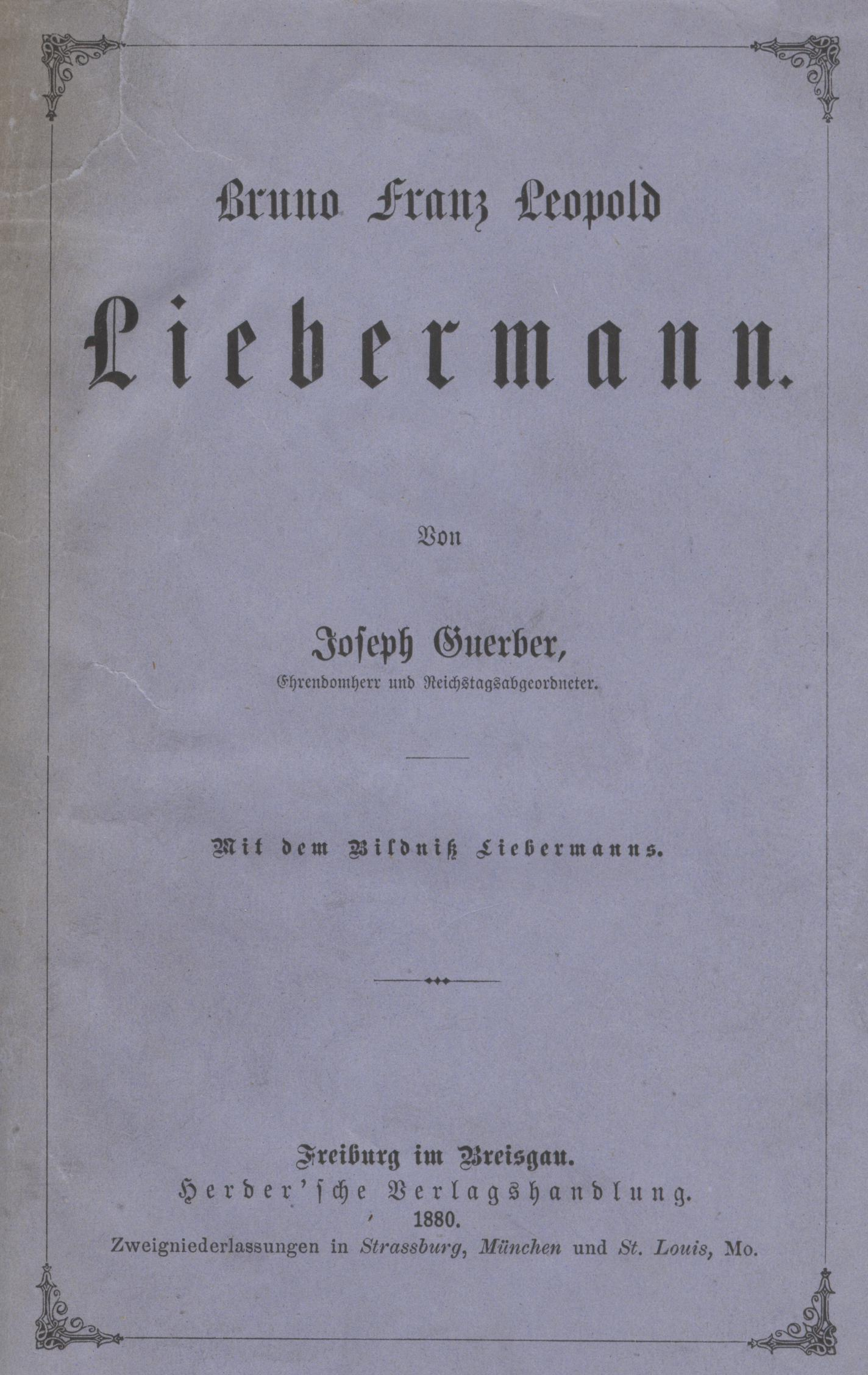
Frontispice de célèbre livre sur la biographie de Bruno François Léopold Liebermann par Joseph Guerber

Joseph Guerber (né à Wissembourg en 1824 et décédé en 1909) est un écrivain et un journaliste.
Vicaire à Haguenau puis Mutzig, il a été élu député protestataire de Guebwiller de 1874 à 1898 au Reichstag.
Sous l'impulsion du Cercle de Mayence il écrit pour le magazine ultramontain Der Katholik à Mayence.

## Œuvre
- Um den Odilienberg [autour du Mont Sainte-Odile], 1901
- Festpredigt bei Anlass des fünf und zwanzigjaehrigen Jubilaeums des... Pfarrers Philippi (Sermon de fête à l'occasion du jubilé de vingt-cinq ans de M. le curé Philippi) prononcé à Molsheim, le 20 avril 1879 par Joseph Guerber, 1879
- Trauer-Rede auf den Herrn Baron Peter Rielle von Schauenburg, 1882
- Bauern- und Schwedenkrieg im Elsass, 1929
- Abbé Mühe, 1865
- Notice nécrologique. M. Momy, père, doyen des avocats de Strasbourg..., 1856
- Haguenau et la Réforme, 1861
- Haguenau au 16e siècle - Strasbourg, 1861
- Bruno Franz Leopold Liebermann, 1880